# Friedrich III. (Baden)

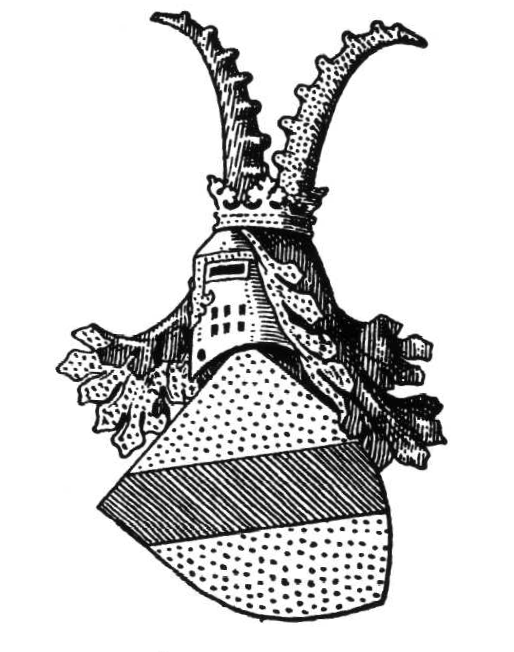

Markgraf Friedrich III. von Baden, auch Pacificus (der Friedfertige) genannt (* 1327; † 2. September 1353), war von 1348 bis zu seinem Tod Markgraf von Baden.

## Leben
Er war der Sohn von Rudolf IV. von Baden († 25. Juni 1348) und Marie von Oettingen († 10. Juni 1369), der Tochter des Grafen Friedrich I. von Oettingen. 1348 übernahm er zusammen mit seinem Bruder Rudolf die Regierung. Er hatte seine Residenz in Baden-Baden.

## Ehe und Nachkommen
Friedrich III. von Baden heiratete um 1345 Margareta von Baden († 1. September 1367), die Tochter des Markgrafen Rudolf Hesso von Baden. Aus der Ehe gingen folgende Kinder hervor:
- Rudolf VI. von Baden († 21. März 1372)
- Margarete, heiratet am 10. November 1363 den Grafen Gottfried II. von Leiningen-Rixingen († um 1380) und in zweiter Ehe den Grafen Heinrich von Lützelstein († 1394)